# Ascochyta kabatiana
Ascochyta kabatiana är en svampart som beskrevs av Trotter 1931. Ascochyta kabatiana ingår i släktet Ascochyta, ordningen Pleosporales, klassen Dothideomycetes, divisionen sporsäcksvampar och riket svampar.   Inga underarter finns listade i Catalogue of Life.